# Red Mitchell
Red Mitchell (20. září 1927 – 8. listopadu 1992) byl americký jazzový kontrabasista, starší bratr kontrabasisty Whiteyho Mitchella. Zpočátku hrál na klavír, altsaxofon a klarinet, avšak později přešel ke kontrabasu. V roce 1947 působil armádě a hrál na kontrabas ve vojenské kapele. Později působil na newyorské jazzové scéně. Během své kariéry spolupracoval s mnoha hudebníky, mezi něž patří například Johnny Mandel, Hampton Hawes, Gerry Mulligan, André Previn a Gene Ammons. Rovněž vydal řadu vlastních alb.